# シラルスの戦い
シラルスの戦い（シラルスのたたかい）は第二次ポエニ戦争中の紀元前212年に発生した戦闘である。カプアから撤退する執政官アッピウス・クラウディウス・プルケルを逃がすため、マルクス・センテニウス・ペヌラが兵力8,000でローマ軍の殿軍を務めた。それを追撃するハンニバルのカルタゴ軍の兵力は25,000-30,000であり、カルタゴ軍兵力がローマ軍を上回っていた数少ない戦闘の一つである。カルタゴ軍は大勝したが、戦争の帰趨に対する影響はほとんどなかった。

## 背景
紀元前216年のカンナエの戦いの勝利の後、ハンニバルはイタリア半島のローマ同盟都市にカルタゴとの同盟を結ぶように働きかけた。紀元前212年頃までにいくつかの都市国家や部族はローマから離れたが、それにはカンパニアのアテラ（en）、カラティア（en）、アプリアの一部、サムニウム人（ペントリ族を除く）、ブルッティ族（rn）、ルカニ族（en）、ウゼンティ族、ヒルピニ族、コンパサ（現在のコンツァ・デッラ・カンパーニア）、マグナ・グラエキアのギリシャ人都市国家ではタレントゥム（現在のターラント）メタポントゥム（en）、クロトーン、ロクリ、加えてガリア・キサルピナ全土等が含まれる。その中で最も重要な都市は、ローマに次ぐ都市であるカプアであった。

## 開戦の原因
紀元前212年、ハンニバルが南イタリアのタレントゥムの攻略を目指しているとき、2人の執政官、アッピウス・クラウディウス・プルケルとクィントゥス・フルウィウス・フラックスはカプア攻略の意図を持って軍を進めていた。カンパニアに入ったローマ軍はカプア周辺の略奪を行ったが、マゴの率いるカルタゴ軍騎兵とカプア兵の奇襲を受けた。ローマ軍は蹴散らされ、1,500が戦死した。この後ローマ軍はより注意して行動するようになった。ハンニバルもまた弟のマゴと合流すべくカプアへ向かった。ハンニバルには、彼の不在中に起こった戦闘がカプアに有利であったため、カルタゴ軍の猛攻にはローマ軍は耐えられないとの確信があった。戦闘が始まると、カルタゴ軍騎兵の連続攻撃にローマ軍は苦しみ、また弓矢での攻撃に圧倒されていた。しかし、戦死したティベリウス・グラックスに代わってグナエウス・コルネリウス・レントゥルスが率いる新たな軍が接近してきた。両軍ともにこれが敵軍であることを恐れ、戦場から引き上げた。
最初のカルタゴ騎兵攻撃に衝撃を受けたローマ軍の被害は甚大であった。この戦闘の後、2人の執政官はハンニバルを避けてカプアから撤退することとした。翌日の夜に2人は分かれ、フラックスはクーマに、プルケルはルカニアに向かった。ローマ軍が二手に分かれた理由は不明である。ハンニバルは迷ったが、プルケルを追撃することにし、シラルス川（現在のセレ川）沿いの平原で追い着いた。
マニプルスの一つを指揮していたケントゥリオ（百人隊長）のマルクス・センテニウス・ペヌラは優れた体力と勇気で知られていた。ペヌラは法務官プブリウス・コルネリウス・スッラに対して、ハンニバルの追撃からプルケルと軍主力を逃がすため、殿として5,000の兵の指揮を任せてほしいと申し出た。ペヌラはこの付近の地形を熟知しており、独自の戦術でハンニバルに対応しており、何度もローマ軍司令官に勝利をもたらしていた。結果、5,000ではなく8,000（ローマ軍4,000、同盟国軍4,000）の兵力でハンニバルに対応することになり、さらに同数の非武装の志願兵が加わっていた。

## 戦闘
ハンニバルが偵察でローマ軍の動きを察知していたのに対し、ペヌラにはカルタゴ軍の動きが不明であった。このためローマ軍は待ち伏せ攻撃を受ける形となった。これでエトルリア人部隊が逃走を図り、これが全軍にパニックを起こした。それでもローマ軍は善戦し、戦闘は2時間以上続いた。ローマ軍はペヌラが健在である間は耐えていたが、ペヌラがカルタゴ軍の飛び道具に倒れると、ローマ軍は崩壊した。

## 結果
周囲をカルタゴ騎兵に囲まれたため、生き残って撤退できた兵士は僅か1,000名で、残りは全て戦死した。しかし、この犠牲のおかげでプルケルはハンニバルから逃れることができた。ハンニバルは追撃を中止し、東のアプリアに向かい、そこの同盟都市を攻撃していたローマ軍に対処した。このため、2人の執政官は再び合流し、カプアへの嫌がらせ攻撃を続けた。

### 古代の記録
- (GRC) Appiano di Alessandria, Historia Romana (Ῥωμαϊκά), VII e VIII.
- (GRC) Polibio, Storie (Ἰστορίαι), VII.
- (GRC) Strabone, Geografia, V.
- (LA) Tito Livio, Ab Urbe condita libri, XXI-XXX.
- (LA) Tito Livio, Periochae, 21-30.

### 現代の研究書
- Giovanni Brizzi, Storia di Roma. 1. Dalle origini ad Azio, Bologna, Patron, 1997, ISBN 978-88-555-2419-3.
- Giovanni Brizzi, Scipione e Annibale, la guerra per salvare Roma, Bari-Roma, Laterza, 2007, ISBN 978-88-420-8332-0.
- Theodor Mommsen, Storia di Roma antica, vol.II, Milano, Sansoni, 2001, ISBN 978-88-383-1882-5.
- André Piganiol, Le conquiste dei romani, Milano, Il Saggiatore, 1989.
- Howard H.Scullard, Storia del mondo romano. Dalla fondazione di Roma alla distruzione di Cartagine, vol.I, Milano, BUR, 1992, ISBN 978-88-17-11903-0.